# 8e cérémonie des Australian Academy of Cinema and Television Arts Awards
La 8e cérémonie des Australian Academy of Cinema and Television Arts Awards (AACTA Awards), organisée par l'Australian Academy of Cinema and Television Arts, s'est déroulée le 3 décembre 2018 à Sydney. Cette cérémonie récompense différents films, séries télévisées et documentaires ainsi que des personnalités du cinéma et de la télévision dans diverses catégories de métiers de ces industries.

## Palmarès

### Cinéma
| Meilleur film | Meilleur réalisateur |
| --- | --- |
| - Sweet Country - Boy Erased - Breath - Cargo - Ladies in Black                                                                                             | - Warwick Thornton — Sweet Country - Joel Edgerton — Boy Erased - Simon Baker — Breath - Bruce Beresford — Ladies in Black             |
| Meilleure actrice | Meilleur acteur |
| - Angourie Rice — Ladies in Black - Abbey Lee — 1% - Rooney Mara — Marie Madeleine - Kate Mulvany — The Merger - Julia Ormond — Ladies in Black             | - Hamilton Morris — Sweet Country - Ryan Corr — 1% - Lucas Hedges — Boy Erased - Damian Hill — West of Sunshine - Daniel Monks — Pulse |
| Meilleure actrice dans un second rôle | Meilleur acteur dans un second rôle |
| - Nicole Kidman — Boy Erased - Elizabeth Debicki — Breath - Natassia Gorey-Furber — Sweet Country - Noni Hazlehurst — Ladies in Black - Simone Kessell — 1% | - Simon Baker — Breath - Fayssal Bazzi — The Merger - Russell Crowe — Boy Erased - Joel Edgerton — Boy Erased - Josh McConville — 1%   |
| Meilleur scénario original | Meilleur scénario adapté |
| - Steven McGregor et David Tranter — Sweet Country | - Joel Edgerton — Boy Erased |
| Meilleure photographie | Meilleur montage |
| - Warwick Thornton — Sweet Country | - Nick Meyers — Sweet Country |
| Meilleure musique | Meilleur son |
| - Christopher Gordon — Ladies in Black | - Jed Dodge, Trevor Hope, Robert Mackenzie et Tara Webb — Breath                                                                       |
| Meilleur design artistique | Meilleur costume |
| - Roger Ford et Lisa Thompson — Ladies in Black | - Wendy Cork — Pierre Lapin |